# Ibargoiti
Ibargoiti település Spanyolországban, Navarra autonóm közösségben. Ibargoiti Leoz, Olóriz, Monreal-Elo, Unciti, Izagaondoa, Urraúl Bajo, Leache-Leatxe, Ezprogui és Eslava községekkel határos. Lakosainak száma 270 fő (2024).

## Népesség
A település népessége az elmúlt években az alábbi módon változott:
| Lakosok száma | 234  | 230  | 235  | 249  | 243  | 248  | 248  | 249  | 265  | 270  |
|               | 2001 | 2004 | 2006 | 2009 | 2011 | 2014 | 2016 | 2019 | 2021 | 2024 |